# Bartosz Kończalski
Bartosz Kończalski (ur. 7 marca 1995 w Toruniu) – polski pilot śmigłowcowy, reprezentant Śmigłowcowej Kadry Narodowej. Mistrz Świata Juniorów w sporcie śmigłowcowym. Brązowy drużynowy medalista mistrzostw świata.